# 大塚和義
大塚 和義（おおつか かずよし、1941年 - ）は、日本の文化人類学者。国立民族学博物館名誉教授、総合研究大学院大学名誉教授。神奈川大学日本常民文化研究所客員研究員。専攻はアイヌ考古学・北方考古学・民族考古学･博物館学。

## 来歴・人物
東京都出身。明治大学文学部（考古学）卒業後、立教大学大学院修士課程（民俗学）修了。埼玉県立博物館学芸員を経て、1976年に国立民族学博物館第一研究部助教授、1992年に同第五研究部（後に民族文化研究部）教授を経て、2005年3月末に定年退職。同年4月より、大阪学院大学国際学部部長･教授を2017年3月末まで務めた。

## 主な著作

### 単著
- 『草原と樹海の民』（新宿書房）
- 『博物館学Ⅰ多様化する博物館』（放送大学教育振興会）
- 『アイヌ海浜と水辺の民』（新宿書房）

### 編著
- 『北太平洋の先住民交易と工芸』（思文閣出版）

### 共編著
- 『日本海の新世紀5 交易の海』（小泉格、丹羽昇との共編･角川書店）